# Championnat du Koweït de football 2021-2022
Navigation
Saison précédente Saison suivante
La saison 2021-2022 du Championnat du Koweït de football est la soixantième édition du championnat de première division au Koweït. 
Le club Koweït SC remporte le championnat.

## Clubs participants
- Al Arabi Sporting Club
- Qadsia Sporting Club
- Koweït SC
- Kazma Sporting Club
- Al Nasr Koweït
- Al-Salmiya SC
- Al-Shabab SC
- Al Fehayheel
- Al Tadamon Farwaniya - promu
- Al Yarmouk - promu

## Compétition

### Classement
Le barème utilisé pour établir le classement est le suivant :
- Victoire : 3 points
- Match nul : 1 point
- Défaite : 0 point

| Rang | Équipe                   | Pts | J  | G  | N | P  | Bp | Bc | Diff |
| ---- | ------------------------ | --- | -- | -- | - | -- | -- | -- | ---- |
| 1    | Koweït SC                | 43  | 18 | 13 | 4 | 1  | 49 | 12 | +37  |
| 2    | Qadsia Sporting Club     | 36  | 18 | 10 | 6 | 2  | 29 | 11 | +18  |
| 3    | Al-Salmiya SC            | 35  | 18 | 11 | 2 | 5  | 42 | 26 | +16  |
| 4    | Al Arabi Sporting Club T | 31  | 18 | 9  | 4 | 5  | 26 | 21 | +5   |
| 5    | Kazma Sporting Club      | 28  | 18 | 9  | 1 | 8  | 29 | 25 | +4   |
| 6    | Al Nasr Koweït           | 21  | 18 | 6  | 3 | 9  | 18 | 22 | -4   |
| 7    | Al Fehayheel             | 18  | 18 | 4  | 6 | 8  | 16 | 36 | -20  |
| 8    | Al-Shabab SC             | 17  | 18 | 4  | 5 | 9  | 17 | 32 | -15  |
| 9    | Al Tadamon Farwaniya P   | 13  | 18 | 3  | 4 | 11 | 21 | 39 | -18  |
| 10   | Al Yarmouk P             | 8   | 18 | 1  | 5 | 12 | 16 | 39 | -23  |

| Légende : Qualifications et relégations | Légende : Qualifications et relégations                                                          |
| --------------------------------------- | ------------------------------------------------------------------------------------------------ |
|                                         | Qualification pour les barrages de la Coupe de l'AFC 2023                                        |
|                                         | Relégation en deuxième division                                                                  |
|                                         | T : Tenant du titre 2020-2021 C : Vainqueur de la Coupe du Koweït P : Promu de deuxième division |

## Bilan de la saison
| Championnat du Koweït de football 2021-2022 |                       |
| Champion                                    | Koweït SC (17e titre) |
| Qualifications continentales                |                       |
| Coupe de l'AFC 2023                         | Koweït SC             |
| Promotions et relégations                   |                       |
| Promus en Premier League                    | Al Sahel SC           |
| Promus en Premier League                    | Al Jahra              |
| Relégués en First Division                  | Al Tadamon Farwaniya  |
| Relégués en First Division                  | Al Yarmouk            |